# Kevin Sharp
Kevin Grant Sharp (Redding, 10 de diciembre de 1970-Fair Oaks, 19 de abril de 2014) fue un cantante estadounidense de música country, autor y orador motivacional. Sharp hizo su debut en la escena de la música country en 1997 con una portada del sencillo "Nobody Knows", un cover de R & B del artista Tony Rich, que encabezó las listas de country de Billboard durante cuatro semanas. El álbum debut de Sharp, Measure of a Man, fue lanzado el mismo año, la producción fue adicionada al Top 5 de sencillos con "If You Love Somebody" y "She's Sure Taking It Well" y un Top 50 con su hit "There's Only You".
Un segundo álbum para Elektra/Asylum, titulado Love Is, fue lanzado en 1998, pero no produjo éxitos en el Top 40. No realizó otro álbum hasta 2005 con "Make a Wish", lanzado por el sello independiente Cupit.
Después de haber sobrevivido a una rara forma de cáncer óseo en su adolescencia, Sharp también se convirtió en partícipe activo en la Fundación "Make a Wish". También escribió un libro de inspiración acerca de su experiencia, y de vez en cuando va de gira por Estados Unidos como orador motivacional.

## Biografía

### Primeros años
Kevin Sharp nació en 1970 en Redding, California. Cuando tenía siete años, su familia se trasladó a Weiser (Idaho)para abrir un restaurante. Sharp se presentó en musicales locales en la escuela secundaria, y se mantuvo activo en la música después de que su familia se mudó a California en 1985. A inicios de 1989, comenzó a experimentar mareos y fatiga. Fue diagnosticado más tarde con sarcoma de Ewing, una forma rara de cáncer de hueso, y se le dio pocas posibilidades de recuperación. A través de la Fundación "Make a Wish" (una fundación que ayuda a conceder deseos a los niños con enfermedades terminales), ha sostenido reuniones con el productor David Foster, con quien pronto se hicieron amigos. Después de dos años de quimioterapia y radioterapia, el cáncer de Sharp entró en remisión por la década de 1990, aunque perdió permanentemente todo su pelo como resultado del tratamiento con radiación.

### Carrera
Después de superar su cáncer, de Sharp trabajó en un "Great America" en Santa Clara, California, mientras trabajaba en una cinta de demostración, que envió a varios concursos de talentos, y más tarde a David Foster. Foster, le presentó a los representantes de A & R, y en 1996, Sharp firmó con Asylum Records. Su álbum debut, Measure of a Man, fue lanzado en noviembre de 1996. Su primer sencillo del álbum, un cover de Tony Rich "Nobody Knows ", pasó cuatro semanas en el número uno en la lista de singles Billboard Hot Country & Tracks. Se convirtió en portavoz de la Fundación "Make a Wish", y fue galardonado por la fundación Wish Granter en el año 1997; además, fue nombrado nuevo artista de gira del Año por la Country Music Association y nominado a Mejor Nuevo vocalista Masculino por la Academia de Música Country. En 1998, su salud empeoró y sufrió una recaída en el camerino de los "TNN Music City News Country Awards", y fue trasladado de urgencia al hospital para una cirugía de emergencia, debido a problemas con las barras de acero en su cadera. Como resultado de ello, tuvo que cancelar varios conciertos. Measure of a Man ocupó dos posiciones más en el Top 5 de singles del país en "She's Sure Taking It Well" y "If You Love Somebody". No obstante, el álbum del cuarto single, "There's Only You", alcanzó apenas el puesto Nº 43. Su segundo álbum, Love Is, tampoco produjo ningún single de gran éxito, y Sharp finalmente salió de la lista principal.
Sharp siguió actuando como músico, así como un orador motivacional, y era también un portavoz de la Fundación Make-A -Wish. En 2004, escribió un libro de inspiración, titulado Tragedy's Gift. Su tercer álbum, Make a Wish, fue lanzado por el sello independiente CUPIT Records en 2005, aunque ninguno de sus cuatro singles llegó a las listas top.

## Muerte
Sharp murió el 19 de abril de 2014 en Fair Oaks, a las 10:00 p. m. PST, debido a complicaciones derivadas de cirugías estomacales y problemas digestivos en el pasado, a la edad de 43 años. Un servicio conmemorativo que celebra la vida de Sharp ha sido planeado en Nashville, Tennessee.